# ويلهلم هاس (عسكري)
ويلهلم هاس (بالألمانية: Wilhelm Hasse)‏ هو عسكري ألماني، ولد في 24 نوفمبر 1894 في نيسا في بولندا، وتوفي في 21 مايو 1945 في بيسك في التشيك.